# Gioco (filosofia)

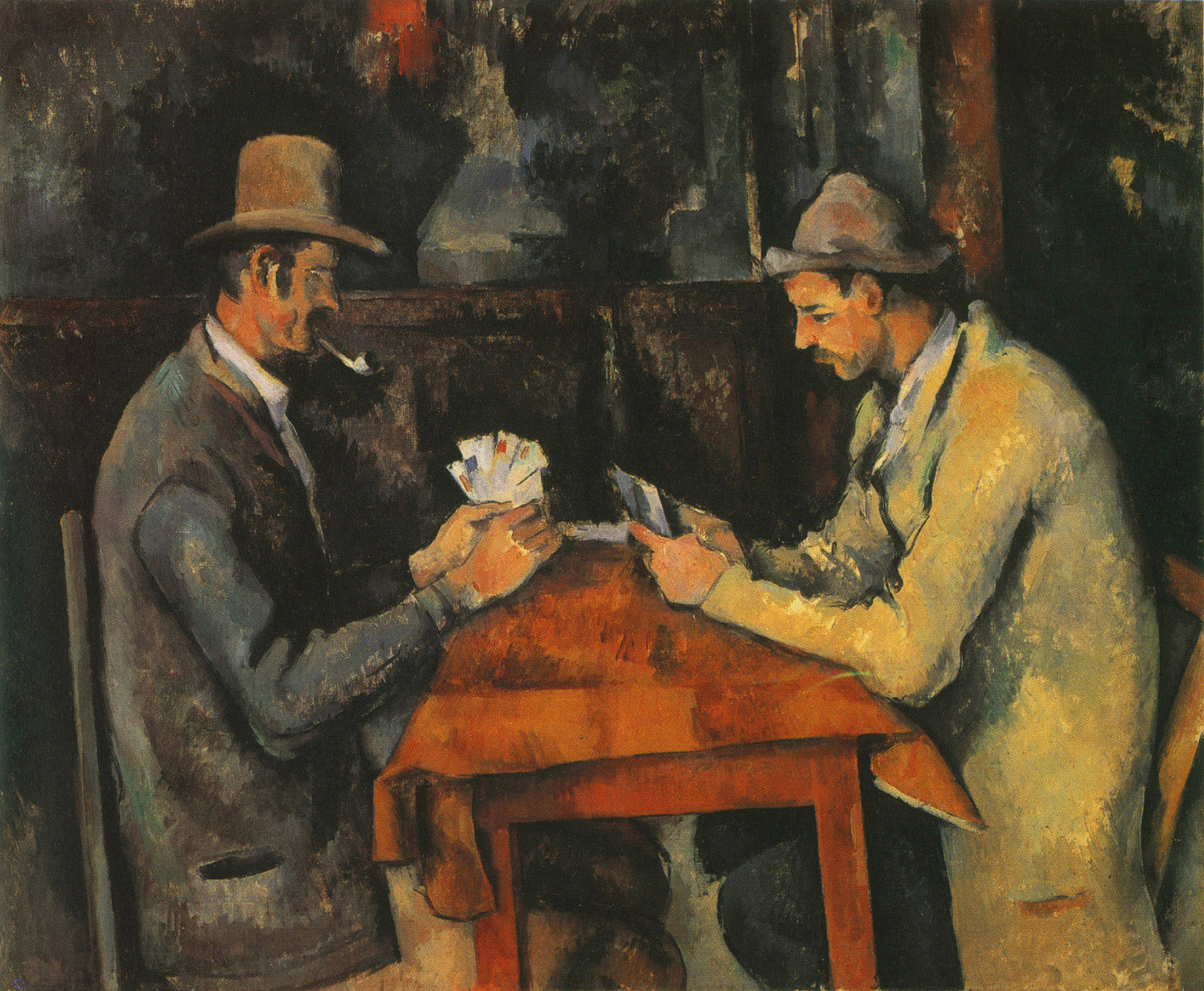
Paul Cézanne - I giocatori di carte - 1892~1895

Il gioco (dal latino iocus, scherzo, burla, in seguito "gioco") può essere inteso come una libera attività, regolata da principi interni, messa in atto individualmente o da gruppi, talora in competizione tra loro, al fine di realizzare sé stessa, senza altri scopi immediati che quelli ludici di ricreazione e svago, e, allo stesso tempo, di sviluppare attitudini fisiche, spirituali e intellettive.

## Il gioco nella storia della filosofia
La riflessione filosofica sul gioco è presente dagli inizi della storia del pensiero sino a quando l'interesse per questo tema si interrompe e si ripresenta all'attenzione della filosofia solo nel secolo XVIII.
Platone scriveva che «l'uomo è fatto per essere un giocattolo, strumento di Dio, e ciò è veramente la migliore cosa in lui. Egli deve, dunque, seguendo quella natura e giocando i giochi più belli, vivere la sua vita, proprio all'inverso di come fa ora» Per Platone dunque l'uomo è soltanto un giocattolo nelle mani degli dei, non un giocatore che possa sedersi al loro tavolo.
Aristotele distingueva il gioco dal lavoro e lo assimilava alla felicità e alla virtù, poiché come queste il gioco non nasceva per necessità ma si caratterizzava per l'autosufficienza e la libertà. Tutta la società poi è un grande gioco, nel quale ogni pezzo si muove secondo regole predeterminate
Kant riprende l'elemento fondante della libertà nel gioco e lo associa all'estetica dove il giudizio di gusto si fonda sul «libero gioco delle nostre facoltà conoscitive» dell'immaginazione e dell'intelletto. Kant vede nel gioco anche una funzione biologica di sviluppo materiale e spirituale nell'uomo e in molte specie animali.
Friedrich Schiller vede nel gioco quell'attività che fra tutti gli stati dell'uomo è ciò che lo fa completo e che realizza l'accordo della sua duplice natura che oscilla tra sensibilità ed intelletto, materia e forma. Nell'arte intesa come gioco si equilibrano le due opposte componenti dell'uomo. Bisognerà quindi educare l'uomo al sentimento della bellezza facendo rivivere in lui l'antico ideale pedagogico greco della kalokagatia, del bello e del buono. Una pedagogia estetica che renda completo l'uomo come armonica sintesi di sensibile e sovrasensibile basata sul "libero gioco" delle facoltà umane. Il gioco è un'attività ineliminabile nella natura umana che non persegue alcun fine esterno a sé stessa, né esso è ispirato da un preciso scopo razionale, ma è un atto dove sensibilità e razionalità convivono nell'azione ludica rendendo l'uomo libero. In questa armonia di forma e materia si realizza la bellezza e l'essenza umana per cui «l'uomo è completamente uomo solo quando gioca»
Hegel parla del gioco, dicendo che esso «nella sua indifferenza e nella suprema leggerezza è la serietà più elevata e quella unicamente vera»

### Eraclito e Nietzsche
Già Eraclito notava in un frammento, oggetto di numerose interpretazioni, come il tempo, la vita stessa sia un gioco: qualcosa di puramente casuale e privo di scopo, come il gioco dei bambini:
E non è casuale che nella lingua greca l'espressione "bambino che gioca" (pais paizon) abbia la stessa radice nei due termini a significare come il gioco fosse concepito nei bambini come un'attività spontanea e senza uno scopo ma allo stesso tempo impregnata di razionalità com'è nel gioco delle tessere.
Una profonda analogia con questa concezione eraclitea la ritroviamo in Nietzsche che riconosce in Eraclito un suo maestro:
()
Il gioco si riferisce a una realtà chiusa in sé stessa con le sue regole e senza alcuno scopo pratico se non quello di allontanarsi dalla vita reale creandosi liberamente un mondo senza leggi morali ed innocente che Nietzsche, nelle opere giovanili, riconduce a un fenomeno estetico poiché l'arte è capace di dare un senso alla bruttezza dell'esistenza. Il gioco e la lotta tra l'apollineo e il dionisiaco vengono rappresentati ne La nascita della tragedia come «la forza plasmatrice del mondo» che «viene paragonata da Eraclito l'oscuro ad un fanciullo che giocando disponga pietre qua e là, innalzi mucchi di sabbia e di nuovo li disperda»
Nell'opera più matura Così parlò Zarathustra il gioco diviene la precisa volontà dionisiaca di distruzione e creazione senza un razionale perché: «Sì, per il giuoco della creazione, fratelli, occorre un sacro dire sì: ora lo spirito vuole la sua volontà, il perduto per il mondo conquista per sé il suo mondo» È l'erompere del caos dionisiaco: «bisogna avere ancora un caos dentro di sé per partorire una stella danzante». Il fanciullo che gioca è dunque il simbolo dell'avvento dell'oltreuomo.

### Le teorie di Huizinga e di Caillois

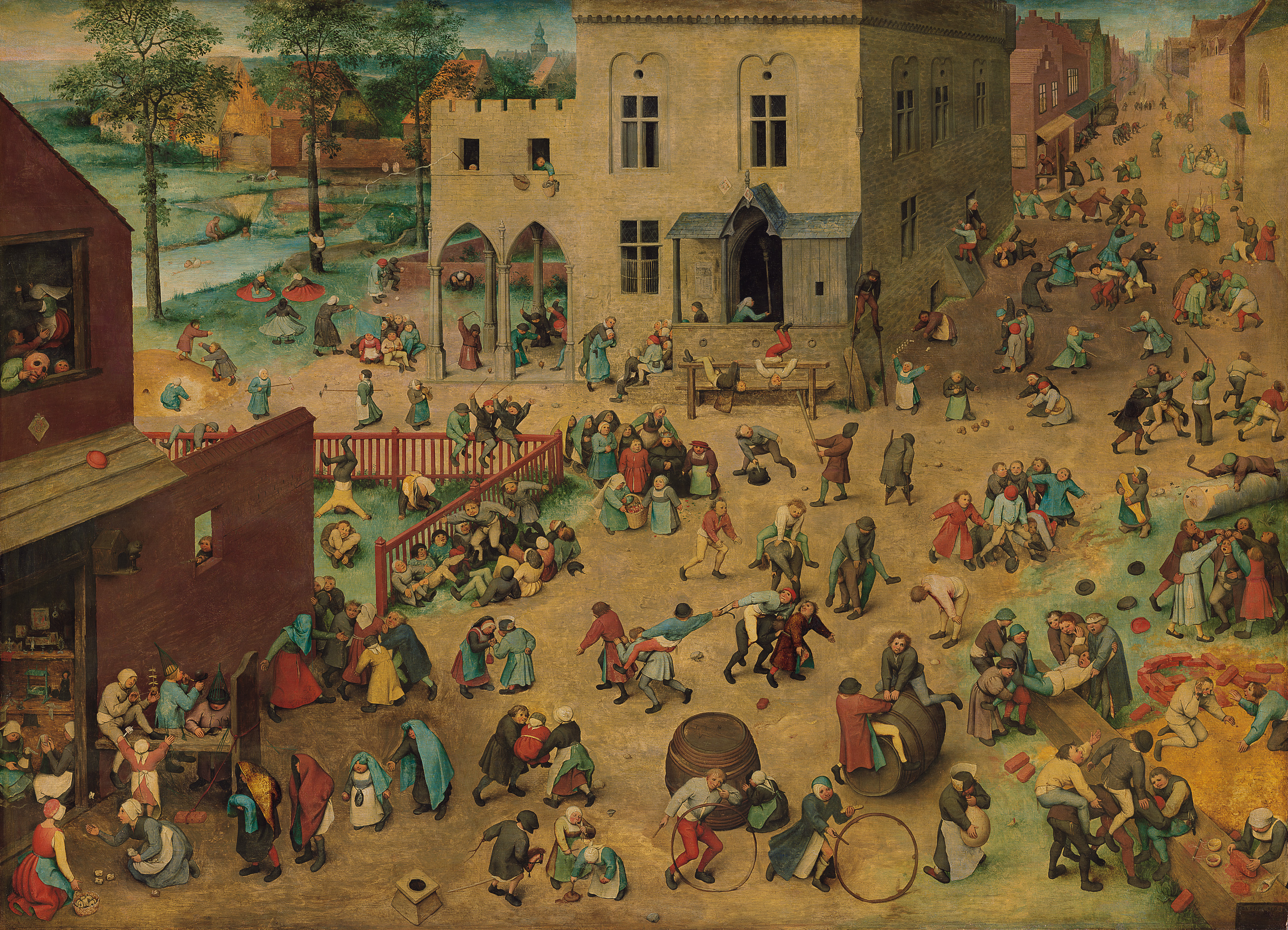
Pieter Bruegel il Vecchio: I giochi dei bambini (1560)

Johan Huizinga può essere considerato come uno dei maggiori teorici del gioco, tema al centro della sua opera Homo ludens che assegna all'attività ludica dell'uomo il motore propulsore dell'arte, della letteratura, del teatro, del diritto, della scienza, della religione, della filosofia:
Il gioco, secondo Huizinga, ha un intrinseco aspetto di attività connessa alla stessa corporeità umana ed animale ma nello stesso tempo esprime qualcosa che va oltre l'aspetto fisiologico poiché non si collega a scopi di sopravvivenza o di sussistenza. Il gioco è un'attività libera con la quale si costruisce consapevolmente una realtà fittizia, diversa da quella della vita ordinaria, disinteressata, in quanto non persegue scopi materiali o di sopravvivenza; dotata di regole non rispondenti a necessità razionali ma volute liberamente per stabilire un ordine, liberamente osservate ma che, se violate, comportano la fine dell'intero mondo ludico creato.
Da questo tentativo di definizione del gioco di Huizinga nasce con Roger Caillois la proposta di classificazione dei giochi sulla base di quattro "ludemi", principi basilari che caratterizzano sia i giochi che la stessa attività del giocatore:
- l'agon o la gara, la competizione in quei giochi dove inizialmente i giocatori sono artificialmente messi alla pari ma dove alla fine deve comparire la migliore qualità del vincitore per un elemento "muscolare" (come nelle gare sportive) o "cerebrale" (come negli scacchi);
- l'alea, il caso, in quei giochi dove la fortuna è preponderante nel determinare la vittoria;
- la mimicry, l'imitazione, quando il gioco si basa su una falsa immagine di sé stessi assunta con un'identità fittizia (il bambino che si traveste da astronauta);
- l'ilinx o gorgo, vertigine. La ricerca del senso di vertigine temporanea, di smarrimento, ottenuti con i giochi come le giostre, i girotondi, le altalene. Vi è anche una "vertigine morale" quando il gioco da ordinato degenera in rissa disordinata e in alcuni comportamenti degli adulti come la «strana eccitazione che sempre li coglie nel falciare con una bacchetta gli steli più alti di un prato» o «nel far precipitare a valanga la neve da un tetto».[19]

Tutti i giochi rispettano queste categorie, talora presenti in forma binaria, e tutti possono essere giocati in due modi:
- paidia - senza regola: «potenza primaria d'improvvisazione e spensieratezza»
- ludus con regola che «appare come il complemento e l'educazione della paidia che esso [ludus] disciplina e arricchisce»

Il gioco nella sua intima realtà nasce come essenzialmente libero e sfrenato (paidia), come ad esempio in una corsa di bambini, e conserva questa caratteristica anche nelle attività ludiche sottoposte a una rigida organizzazione di regole come ad esempio nelle gare sportive.
Il gioco è nella paidia è ancora esigenza incontrollata di distrazione e fantasia (il "chiasso" dei bambini in cortile). Non ci sono nomi per designare queste attività perché restano al di qua "di ogni stabilità, di ogni connotazione distintiva".
Quando poi questa esigenza generica, ma potente, di giocare comincia a organizzarsi - a porsi cioè degli obiettivi e delle regole - ecco che interviene il ludus. La paidia è tumulto ed esuberanza, il ludus crea le occasioni e le strutture attraverso le quali il desiderio primitivo di giocare può essere appagato.
Secondo Caillois all'interno di ciascuna categoria di gioco è facilmente rintracciabile un passaggio dalla paidia al ludus. Così nei giochi di "agon" si può andare dalle corse sfrenate e improvvise tra bambini (paidia) alle competizioni sportive (ludus).

### Il gioco linguistico
Ad una visione del linguaggio, "specchio del mondo", "immagine della realtà" Ludwig Wittgenstein ne sostituisce una in cui il carattere denotativo del linguaggio è solo una delle tante sue funzioni, dei suoi impieghi, è soltanto uno degli infiniti giochi linguistici.
(L. Wittgenstein, Ricerche filosofiche, par. 26.)
(L. Wittgenstein, cit., par. 23.)
Nell'ambito di un comportamento strutturato secondo regole, Wittgenstein quindi, allontanandosi dal significato di gioco come attività ludica, ne identifica invece un aspetto sociale-culturale che si manifesta in un uso del linguaggio che è sottoposto a regole convenzionali, ma flessibili in modo tale da permettere di cogliere il significato nascosto del gioco linguistico. Il gioco linguistico cioè è un modo di alterare la lingua, come nei codici linguistici quelli cioè usati principalmente da gruppi che cercano di mascherare le loro conversazioni per non essere capiti dagli altri. Un gioco linguistico prevede una trasformazione semplice del parlato che poi viene estesa a tutto il discorso. Un parlante che si è ben addestrato nel procedimento riesce a parlare e a capire nello stesso intervallo di tempo del parlato normale.

### I giocatori giocati
Nel pensiero di Hans-Georg Gadamer il gioco svolge una funzione autonoma rispetto ai giocatori che percepiscono come il gioco li strumentalizzi:
Quest'aspetto del gioco si manifesta chiaramente nell'arte, la quale, proprio come il gioco, è una realtà concreta ed autonoma che, per una specie di primato, trascende i singoli fruitori e autori, non protagonisti ma giocatori di un gioco che li supera.
Nel gioco si rivela anche il rischio esistenziale dell'aut-aut della libertà di scelta:

### Jürgen Moltmann

#### La forza liberatrice del gioco
Per Jürgen Moltmann (1926), filosofo e teologo luterano, il gioco assume nella società alienata contemporanea una funzione sospensiva dalla normale attività e distensiva dalle tensioni quotidiane. Ma la efficientista società odierna esercita un controllo anche dell'attività ludica e del riposo riproducendo nel tempo libero il ritmo del mondo del lavoro di modo che il gioco perda la sua valenza liberatrice ed assuma quella di semplice sgravio. Occorre allora liberare il gioco per restituirgli la sua funzione emancipatrice e liberatrice:

#### La teologia del gioco
Sulla base della filosofia del gioco di Eugen Fink (1905–1975)  sviluppata soprattutto in Il gioco come simbolo del mondo (Das Spiel als Weltsymbol) Moltman elabora una nuova teologia dove assegna alla creazione la funzione del gioco. Secondo la sua teologia infatti la creazione è un atto libero di Dio:
Questo non vuol dire che la creazione sia avvenuta per arbitrio poiché
Anche se Moltmann si richiama a Fink, le due concezioni sono però incompatibili perché la riflessione di Fink riprende la visione dionisiaca e nietzschiana del gioco. Come precisa Aldo Masullo, che di Fink è stato allievo, "Fink non aveva fatto altro che mettersi nelle mani di un celebre passo di Eraclito: "Il tempo è un fanciullo che gioca a dadi col mondo". Ne diede una traduzione un po' diversa, ma il senso era che costruire e distruggere hanno in sé il tratto dell'assoluto e anche dell'innocenza".

### Saggistica
- La vita in gioco. Antropologia, letteratura, filosofia dell'azzardo, Marlin, 2006.
- Il giocatore consapevole. Giochi di casinò, d'azzardo, di denaro, Nuovi Equilibri, 2004.
- N. Abbagnano, La storia della filosofia, Torino, Utet, 1994.
- Roger Caillois, I giochi e gli uomini. La maschera e la vertigine [Les Jeux et les hommes: le masque et le vertige], traduzione=trad. Laura Guarino, introduzione e note di Giampaolo Dossena, Milano, Bompiani, 1981  [1958].
- B. Cicala F., Il gioco d'azzardo. Saggio filosofico e critico sulli giuochi di azzardo, Marlin, 2006.
- M. D'Agati, Giocare d'azzardo. Rituali e credenze tra incanto e disincanto, Stampatori Libreria, 2005.
- A. Dal Lago e P.A. Rovatti, Per gioco. Piccolo manuale dell'esperienza ludica, Raffaello Cortina Ed., 1993.
- A. Del Becchi, I giocatori: viaggio nell’Europa dei casinò, Feltrinelli, 2000.
- Alessandro Di Chiara, Paidia - Cenni per una filosofia dell'esistenza come gioco, Il Ramo 2012.
- Umberto Eco, Sugli specchi e altri saggi: Il segno, la rappresentazione, l'illusione, l'immagine, Bompiani, 1988.
- I. Ekeland, A caso la sorte, la scienza, il mondo, Bollati Boringhieri, 1992.
- Eugen Fink, Oasi della gioia. Idee per una ontologia del gioco, Salerno, Edizioni 10/17, 1987, ISBN 88-85651-11-9.
- A. Fiorin, Fanti e denari, Arsenale Editrice, 1979.
- P. Garbolino, I giochi d'azzardo, Il saggiatore, 1998.
- J. Huizinga, Homo ludens, Einaudi, 1982.
- G. Imbucci, Il gioco-lotto, totocalcio, lotterie. Storia dei comportamenti sociali, Marsilio, 1997.
- G. Imbucci, Il gioco: storia dei comportamenti sociali, Marsilio, 1997.
- G. Imbucci, Il gioco pubblico in Italia, Marsilio, 1999.
- N. Luhmann, Sociologia del rischio, Mondadori, 1996.
- S. Mazzocchi, Mi gioco la vita. Mal d'azzardo: storie vere di giocatori estremi, Baldini Castoldi, 2005.
- P. Morosetti, Zona F., Giochi d'azzardo. Strategie ed errori: la lezione Enron, EGEA, 2004.
- Eraclito, Introduzione, in Testimonianze e imitazioni, a cura di Rodolfo Mondolfo, Firenze, 1972.
- A. Mister, Come diventare ricchi con i giochi d'azzardo. Metodo matematico garantito, Avverbi, 2005.
- J. Moltmann, Sul gioco, Brescia, Queriniana editrice, 1971.
- J. Moltmann, Dio nella creazione, Brescia, Queriniana editrice, 1986.
- E. Packel, Matematica dei giochi e dell'azzardo, Zanichelli, 1988.
- C. Papini, L'azzardo e la morte. Il linguaggio, la vita e l'azzardo, Compagnia dei Librai, 1998.
- C. Perissinotto A., Il gioco: segni e strategie, G.B. Paravia &, 1997.
- C. Pseudo, Il gioco dei dadi, EDB, 2006.
- P. Romani, Le case da gioco, Ed. Commercio, 2000.
- Friedrich Schiller, Lettere sull'educazione estetica dell'uomo. Callia o della bellezza, Roma, Armando Editore, 1971.
- L. Zdekauer, Il gioco d'azzardo nel medioevo italiano, Salimbeni, 1993.
- Jacopo Nero Verani, Il gioco di Eraclito, prefazione di Giuseppe Girgenti, Milano, Mimesis, 2023 ISBN 978-88-5759-235-0
- Cittadini Fabio, Teologia del gioco, Aracne Editrice, Roma 2021

### Letteratura
- Z. Acheng, Il re degli scacchi, Ed. Teoria, 1992.
- J. Bonington C., Quest for adventure, Hodder&Stoughton, 1981.
- P. Chiara, Il piatto piange, Mondadori, 1962.
- J. Conrad, I duellanti, Ed. e/o, 1994.
- F.M. Dostoevskij, Il giocatore, prefazione a cura di Cancrini, UP, 1997.
- R. Fine, La psicologia del giocatore di scacchi, Adelphi, 1976.
- R. Jacobs, Confessioni di una giocatrice d'azzardo, Del Vecchio Editore, 2007.
- T. Landolfi, La biere du pecheur, Adelphi, 1999.
- G. Rossi, Il mercato d'azzardo, Adelphi, 2008.
- J. Roth, La marcia di Radetzky, Adelphi, 1996.
- Schnitzler, Gioco all'alba, Adelphi, 1983.
- Zweig S., Sovvertimento dei sensi, Dall'Oglio, 1967.
- Zweig S., Novella degli scacchi, Garzanti 1982.